# 松野幸吉
松野 幸吉（まつの こうきち、1906年3月28日 - 1989年1月30日）は、日本の経営者。日本ビクター社長、会長を務めた。

## 経歴
兵庫県神戸市出身。1933年に関西大学法学部を卒業し、同年に松下電器産業に入社。1944年8月に取締役に就任し、1963年1月に常務を経て、1973年11月に日本ビクター社長に就任した。1979年6月から会長を務めた。
1971年4月に藍綬褒章を受章し、1976年11月に勲三等旭日中綬章を受章。
1989年1月30日、肺炎のために死去。82歳没。